# Árni Friðriksson (Schiff)
Die Árni Friðriksson ist ein Forschungsschiff des Hafrannsóknastofnun Íslands.

## Allgemeines
Das Schiff wurde von Skipasýn Icelandic entworfen und unter der Baunummer 41080 auf der Werft ASMAR Astilleros in Talcahuano in Chile gebaut. Es wurde im April 2000 abgeliefert.

## Technische Daten und Ausstattung
Der Antrieb des Schiffes erfolgt dieselelektrisch. Für die Stromerzeugung stehen vier von Caterpillar-Motoren des Typs 3512B mit jeweils 1080 kW Leistung angetriebene Generatoren zur Verfügung. Die Propulsion erfolgt durch einen Astholm-Elektromotor mit 3300 kW Leistung, der auf einen Propeller mit Kortdüse wirkt. Das Schiff ist mit einem Bugstrahlruder mit 250 kW Leistung sowie je einem Wasserstrahlantrieb mit 400 kW Leistung als Quersteueranlage am Bug und am Heck ausgerüstet.
Das Schiff ist für die Fischereiforschung und verschiedene meereskundliche Forschungen ausgerüstet. Für die Fischereiforschung verfügt es über eine Heckaufschleppe sowie verschiedene Winden, darunter auch große Trommeln für Netze oder Kabel. An Bord befinden sich mehrere Sonar- und Echolotanlagen. Für die Forschungsarbeiten sind Labore eingerichtet. An Deck können zwei 20-Fuß-Container mitgeführt werden. Im Mast befindet sich ein geschlossenes Krähennest, das beispielsweise für die Beobachtung von Meeressäugern genutzt werden kann.
Das Schiff ist mit einem schwenkbaren Heckgalgen ausgerüstet, der 35 t heben kann. Als weitere Hebewerkzeuge stehen zwei Krane im Achterschiffsbereich, die 70 t und 36 t heben können, sowie ein Kran im Vorschiffsbereich, der 24 t heben kann, zur Verfügung.
An Bord ist Platz für 16 Besatzungsmitglieder sowie 17 Wissenschaftler. Insgesamt sind an Bord 29 Kabinen eingerichtet. Für die Wissenschaftler stehen 13 Einzel- und zwei Doppelkabinen zur Verfügung.
Das Schiff kann bis zu 30 Tage auf See bleiben und dabei bis zu 9000 Seemeilen zurücklegen.
Der Rumpf ist eisverstärkt (Eisklasse 1B).